# دی‌تی‌ئی انرژی
دی‌تی‌ئی انرژی (انگلیسی: DTE Energy) شرکت برق آمریکایی است، که در سال ۱۹۵۵ تأسیس شد.